# 乐平话
乐平话，屬於漢語族贛語鷹弋片的一支，是中國江西省景德鎮市所轄乐平市及其周边小块地区使用的语言。樂平話中有保留不少古代越語的詞彙。如将茄子称为「落苏」，蜘蛛称为「蟢蟢叻」，蜘蛛网为「蟢蟢网叻」，蒼蠅稱為「烏蠅仂」，蟑螂稱「擦毛仂」，知了稱「唧伢仂」，去哪称为「去何处」，小伙子称为「后生」，绳子称为「索」。

## 詞彙舉隅
左側的為樂平話、右側為普通話。

### 稱謂
- 公仂↔祖父
- 嫲嫲↔祖母
- 爹爹↔父親
- 姆妈↔母親
- 伯伯↔大伯
- 叔儿↔叔父
- 奈仂↔伯母
- 娘娘↔姑母
- 外公↔外祖父
- 外婆↔外祖母
- 舅公仂↔外祖母兄弟
- 舅母嫲嫲↔外祖母兄弟之妻
- 丈人↔岳父
- 丈姆↔岳母
- 弟郎↔弟弟
- 妹子↔妹妹
- 郎丈↔女婿
- 新婦仂↔兒媳

### 名詞
- 日里↔白天
- 高拢↔上面
- 晝時↔中午
- 下頭↔下面
- 文身↔軀幹
- 么仂↔什麼
- 伊里↔這裡
- 夷里↔那裡
- 何地↔哪裡
- 何个↔哪個、誰
- 起嫁↔女初婚
- 幫暇↔幫忙
- 出嫁↔改嫁
- 佮孽↔相罵、打架
- 莽 長、高
- 排場↔漂亮闊氣
- 熨貼↔漂亮、整潔
- 自尚↔認真正派
- 停當↔聰明、能幹
- 喫价↔了不起
- 木↔愚笨
- 滾↔溫或熱
- 尴尬↔富有、如意
- 委實↔非常
- 将仂↔剛才
- 老仂↔老頭
- 台悶↔桌子
- 來哩↔來了
- 慢慢仂走↔慢慢地走
- 僧黨↔生長
- 摸斧↔墨水
- 塌葉↔茶葉
- 齊擦↔汽車
- 落蘇仂↔茄子
- 菊花菜↔茼蒿
- 暴骨仂↔蚱蜢
- 江唧仂↔蜻蜓
- 擦膜仂↔蟑螂
- 学堂↔學校
- 殘破↔浪費、夭折
- 踏步仂↔台階
- 台盤↔方桌
- 掇仂↔桌子
- 伴苛仂↔蚌
- 茅斯↔廁所
- 掛仂↔上衣
- 裤仂↔褲子
- 敲坦↔鍬鏟
- 鎖匙扒仂↔鑰匙
- 拉滴↔禿頭
- 呵西仂↔蚯蚓
- 乐平佬↔樂平人
- 鎮北佬↔景德鎮人
- 乌蝇仂↔蒼蠅

### 動詞
- 眸↔看、望
- 话↔說
- 奔↔跑
- 乓↔追、趕
- 企↔站
- 戽↔拋、丟
- 戲↔玩
- 寻↔找
- 把↔給
- 怯↔去
- 厾↔點擊
- 杯↔弄、辦
- 收刀↔結束、停止